# Meal, Ready-to-Eat

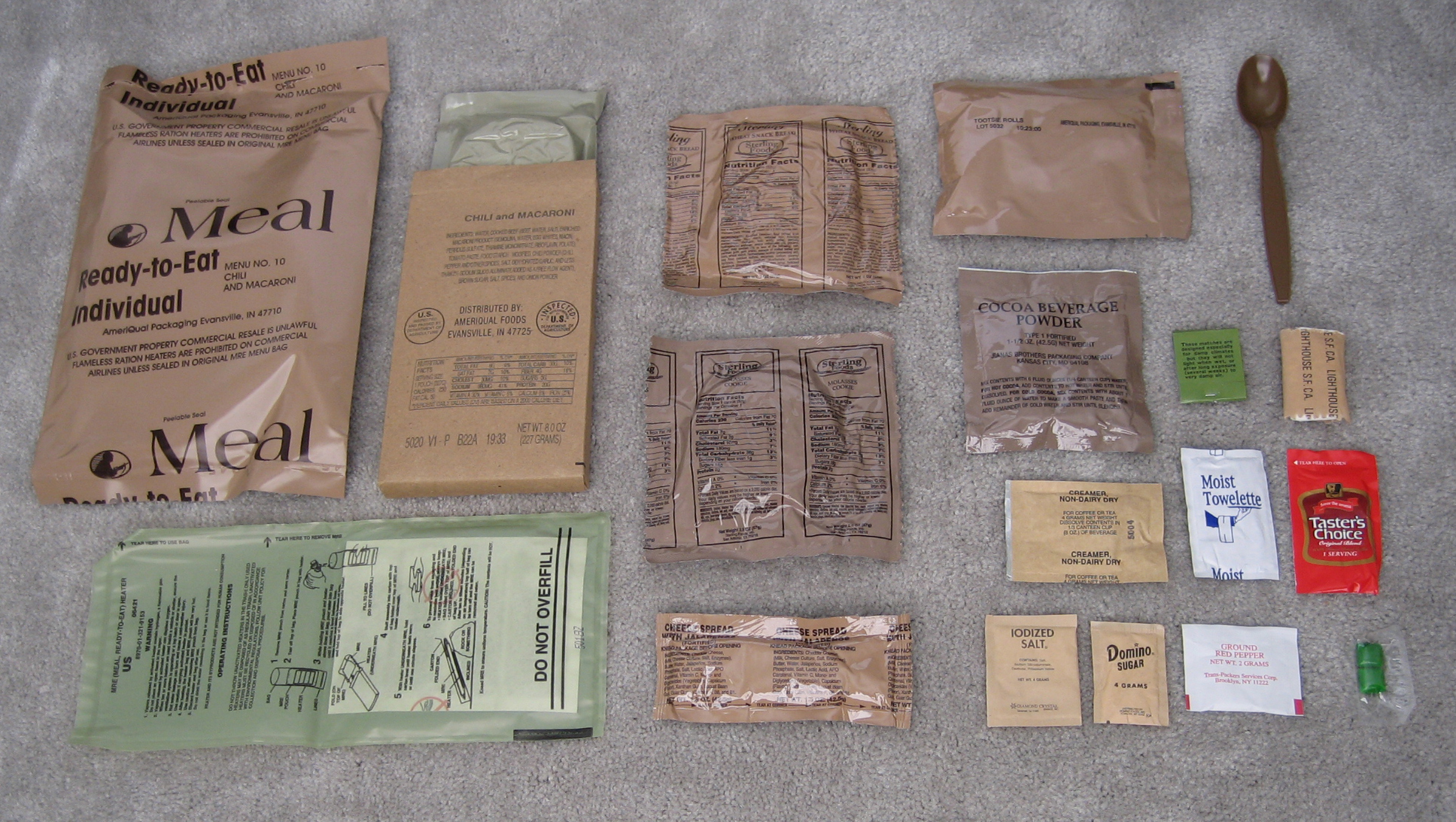
Ein MRE-Menü mit den Haupt-Mahlzeiten sowie Brot, Nachtisch und dem flammenlosen Kocher „Ration Heater (FRH)“

Das Meal, Ready-to-Eat – allgemein bekannt als das MRE – ist eine in sich geschlossene, individuelle Feld-Ration in Leichtverpackungen, die das Militär der Vereinigten Staaten seinen Soldaten und Mitarbeitern für den Einsatz in Gefechten oder anderen Feldbedingungen zur Verfügung stellt. Dies geschieht, wenn keine reguläre Verpflegung durch Feldküche oder Kantine möglich ist. Es handelt sich um besonders haltbare, sofort verzehrbare Nahrung, ähnlich einem handelsüblichen Fertiggericht, die außer dem Erwärmen nicht extra aufbereitet werden muss und auch kalt gegessen werden kann. Im Unterschied zur Einmannpackung der deutschen Bundeswehr ersetzt eine einzelne Ration nur eine Mahlzeit am Tag. MREs ersetzten im Jahr 1981 die Dosen MCI oder Meal, Combat, Individual Rations und sind der Nachfolger der leichteren „Long Range Patrol“(LRP)-Ration, die von der US-Armee für Spezialeinheiten und Ranger-Patrouilleneinheiten in Vietnam entwickelt wurden. MREs wurden auch während Naturkatastrophen an hungernde Zivilisten als Erstversorgung verteilt.

## Aufbau der MRE-Menüs
Im Wesentlichen bestehen die MRE-Menüs aus folgenden Elementen, die in ihrem kulinarischen Schwerpunkt die amerikanischen Essgewohnheiten aufnehmen:
- Hauptgericht in ca. 24 Varianten, wobei regelmäßige Menuwechsel stattfinden. Beispiele (2021): Bohnenchili, Makkaroni mit Käse, Südwest Rindfleisch mit schwarzen Bohnen, Hähnchen-Burrito Füllung
- Aufstrich: z. B. Erdnussbutter oder Marmelade
- Süßigkeiten: M&Ms, Skittles oder Tootsie Rolls
- Dessert: z. B. Kuchen oder Kekse
- Saucen oder Gewürze
- Kekse oder Brot
- Getränkepulver: Isotonische Getränke, Kakao, Milchshakes, Kaffee oder Tee
- Zubehör: Besteck, Salz, Zucker, Kaugummi, flammenloser Heizer für die Erwärmung der Nahrung
- Hygieneprodukte: Feuchttücher mit Alkohol zur Handreinigung, einige Blatt Toilettenpapier, Zahnstocher
- Sonstiges: wasserfeste Streichhölzer

## Geschichte der Feldrationen

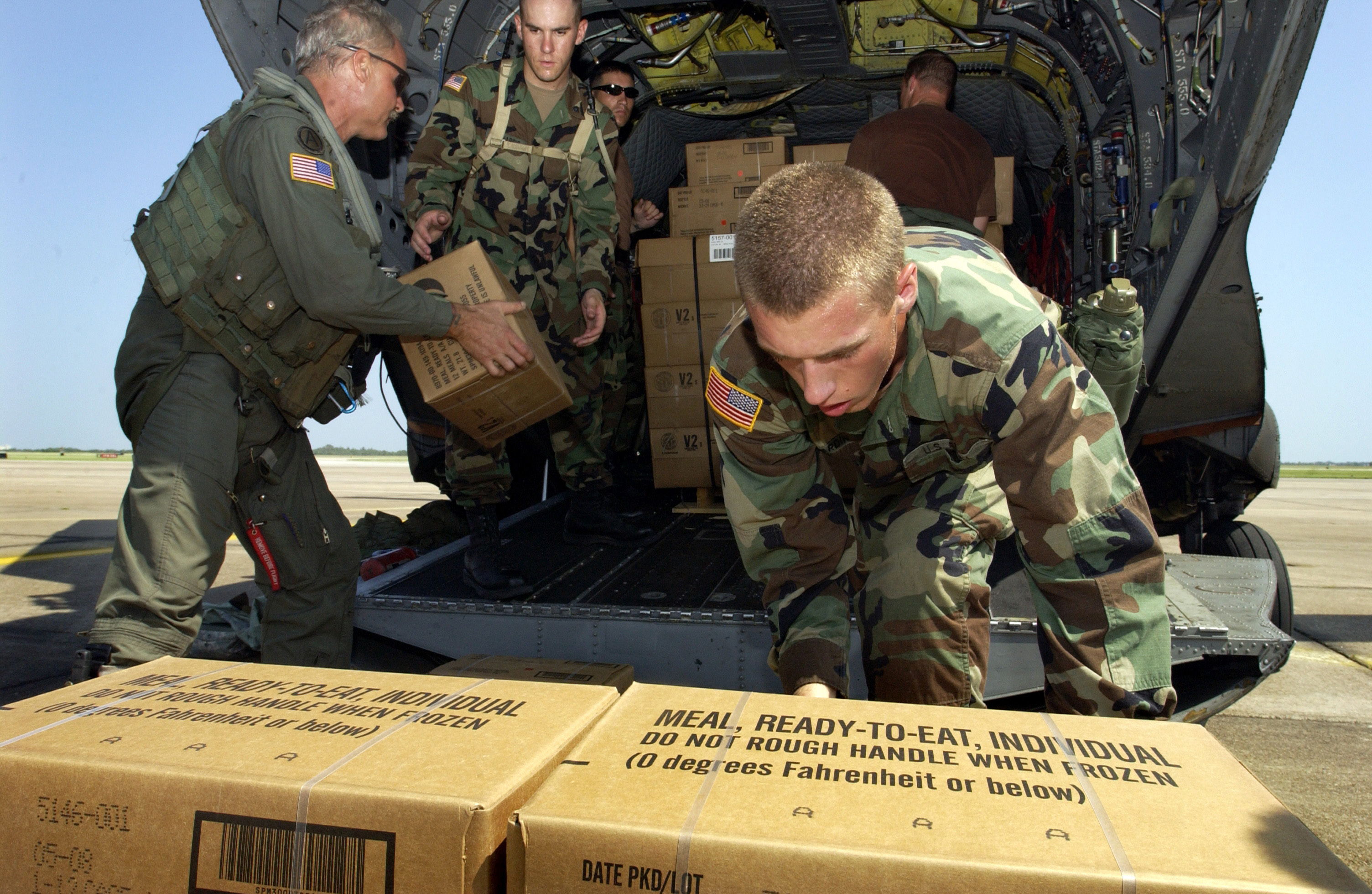
US-Army-Soldaten verladen MREs in einen CH-47-Chinook-Helikopter (September 2005)

Die ersten Rationen, die an die Angehörigen der amerikanischen Streitkräfte ausgegeben wurden, waren durch einen Kongressbeschluss während des Unabhängigkeitskrieges festgelegt worden. Diese Ration bestand aus genug Nahrung, um einen Mann für einen Tag zu ernähren, Hauptbestandteile waren Rindfleisch, Erbsen und Reis. Während des Bürgerkrieges setzte das Militär auf Konserven, um Lebensmittel haltbar und transportierbar zu machen. Später wurden in sich abgeschlossene Kits als ganze Ration ausgegeben und enthielten Dosenfleisch, Brot, Kaffee, Zucker und Salz. Während des Ersten Weltkrieges wurden Fleischkonserven durch leichtgewichtiges Fleisch (gesalzen oder getrocknet) ersetzt, um Gewicht einzusparen und damit der Soldat in der Lage war, mehr Essensrationen mit sich führen zu können. Zu Beginn des Zweiten Weltkriegs wurde eine Reihe neuer Feldrationen eingeführt, darunter die Mountain Ration (Berg-Ration) und die Jungle Ration (Dschungel-Ration). Während des Zweiten Weltkrieges wurden mehr als 100 Millionen Einheiten Dosenfleisch in den Pazifik geschickt. Die Verwendung von Nassrationen in Dosen setzte sich im Vietnamkrieg mit der verbesserten MCI-Feldration fort.

## Erfindung und Weiterentwicklung der MRE
Nach den Erfahrungen mit der Bereitstellung von vorbereiteten Rationen für Soldaten aus der Zeit vor dem Zweiten Weltkrieg erkannte das US-Verteidigungsministerium, dass es einfach nicht ausreichte, nur eine einzige ausgewogene Mahlzeit im Feld anzubieten. Die Soldaten und Angehörigen der Streitkräfte, die sich in verschiedenen geografischen Regionen und Kampfsituationen weltweit aufhielten, benötigten oft unterschiedliche Lebensmittel und Mahlzeiten, die für den entsprechenden Bedarf an Nahrungsenergie im Einsatz ausgelegt sind und über einen langen Zeitraum konserviert und als schmackhaft betrachtet werden können. Darüber hinaus wurden die individuellen Geschmäcker und religiöse Speisevorschriften der entsprechenden Konsumenten berücksichtigt. Ein weiterer wichtiger Aspekt bei der Bereitstellung von Lebensmitteln im Kampfgebiet ist das Gewicht beim Transport. Beim Einsatz von Spezialeinheiten und Infanterieeinheiten in extremen Umgebungen besteht die Notwendigkeit, während längerer Missionen die Lebensmittelrationen im Feldgepäck tragen zu müssen. Dies erfordert eine wesentlich leichtere Alternative zu damaligen Essensrationen in Dosen.
Im Jahr 1963 gab das Department of Defense der Vereinigten Staaten den Startschuss zur Entwicklung des Meal, Ready to Eat in Auftrag. Es wurde eine Lebensmittelration gesucht, die auf moderne Lebensmittelzubereitung und Verpackungstechnologie zurückgreift, um einen leichteren Ersatz für die Konserven zu schaffen. Im Jahr 1966 führte dies zu der Entwicklung der Long Range Patrol, oder LRP-Ration, eine dehydrierte Mahlzeit in einem wasserdichten Stoffbeutel. Wie auch bei der Jungle-Ration führten die Kosten im Vergleich zu Nassrationen in Dosen sowie die Kosten für die Lagerung und ihr begrenztes Verwendungsspektrum dazu, dass der weitere Versuch eingestellt wurde.
Im Jahr 1975 begann die Arbeit an einer dehydrierten Mahlzeit, die in einem Kunststoff-Retortenbeutel gelagert wurde. Erfinder des Verfahrens war Abdul Rahman. 1981 wurde das erste Menü erfunden und 1986 eine begrenzte Auswahl von zwölf Menüs verwendet.

## Ausbau und Verbesserung

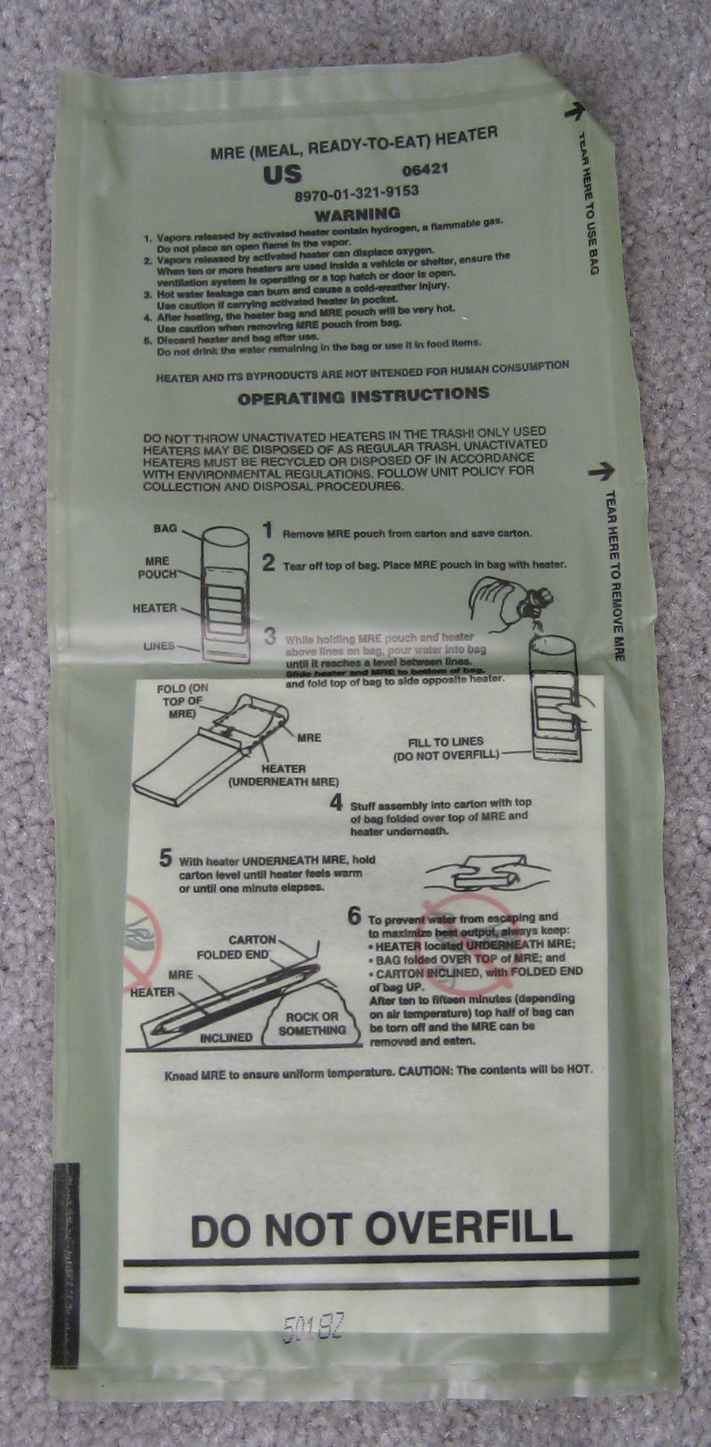
Flammenloser Kocher „Ration Heater (FRH)“ zur Erwärmung der MRE

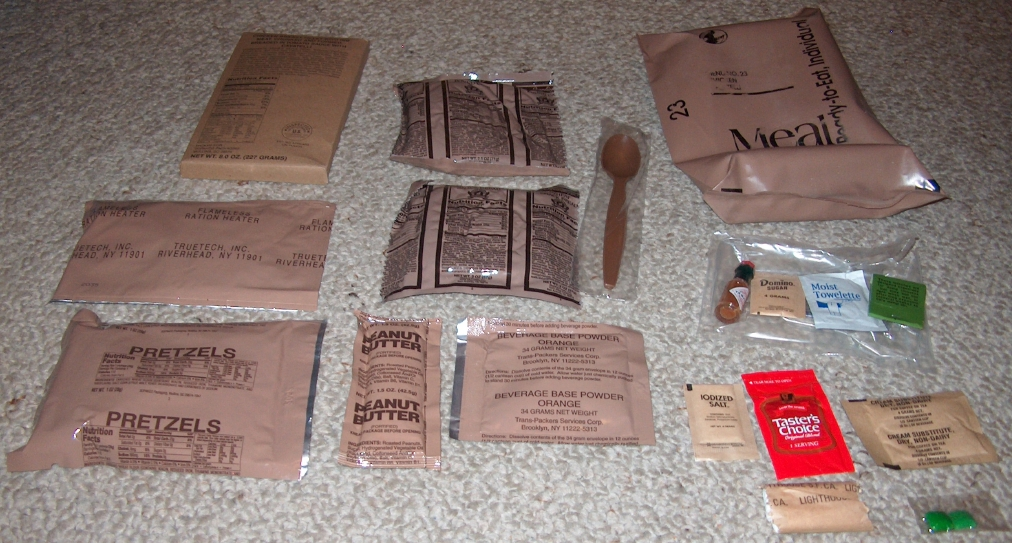
MRE No. 23 – in einzelne Komponenten zerlegt

Die MRE haben sich seit ihrer Einführung kontinuierlich weiterentwickelt. Im Jahr 1990 wurde den Menüs ein flammenloser Kocher „Ration Heater (FRH)“ beigefügt. Dieser Heater besteht aus einer wasseraktivierbaren Chemikalie; durch das Beifügen einer bestimmten Menge an Wasser wird eine exotherme Reaktion herbeigeführt. Die bei der Reaktion entstehende Hitze erlaubt es dem Konsumenten, das Menü auf dem freien Feld zu erwärmen.
Der flammenlose Kocher (Heater) erzeugt die Wärme in einem Elektronentransferprozess, der als Oxidations-Reduktionsreaktion bezeichnet wird. Wasser oxidiert das Magnesium gemäß der folgenden chemischen Reaktion:
{\displaystyle {\ce {Mg + 2 H2O -> Mg(OH)2 + H2 + {Wärme}}}}
Diese Reaktion ist analog zum Rosten von Eisen durch Sauerstoff und verläuft mit etwa derselben Geschwindigkeit, die natürlich zu langsam ist, um nutzbare Wärme zu erzeugen. Zur Beschleunigung der Reaktion werden den Magnesiumpartikeln metallische Eisenpartikel und Kochsalz (NaCl) beigefügt.
Eisen- und Magnesiummetalle bilden somit galvanische Zellen, die Strom erzeugen. Wenn Wasser in den Heater gegeben wird, löst es das Salz zu einem Salzwasserelektrolyten auf und verwandelt dabei die Magnesium- und Eisenteilchen in winzige Elektroden. Da die Magnesium- und Eisenpartikel miteinander in Kontakt kommen, werden sie zu tausenden winzigen, kurzgeschlossenen Primärzellen, die sich schnell entladen und die benötigte Wärme zum Kochen erzeugen. Der Heater verwendet 7,5 g einer pulverisierten Magnesium-Eisen-Legierung. Diese besteht in ihrer Zusammensetzung aus 95 % Magnesium und 5 % Eisen, 0,5 g Salz und einem Antischaummittel. Bei der Zugabe von 30 Millilitern Wasser setzt dieses 8 Gramm schwere Gemisch in etwa 10 Minuten 50 kJ Wärme frei und kann damit eine 8-Unzen-Standardration (230 g) auf etwa 38 °C (100 F) erwärmen.
In einer Reihe von Feldtests und Umfragen forderten die Konsumenten mehr Hauptgerichte und größere Portionen. Im Jahr 1994 wurden Grafiken und Bilder hinzugefügt, um die Pakete benutzerfreundlicher und ansprechender zu machen. Des Weiteren wurden biologisch abbaubare Materialien und Komponenten wie Löffel und Servietten eingeführt. Die Anzahl der Menüs wurde bis 1996 auf 16 (einschließlich vegetarischer Optionen) erweitert. 1997 wurden die Menüs auf 20 und 1998 auf 24 erweitert. Heute umfasst das System 24 Menüs und mehr als 150 zusätzliche Artikel.
Die Menüs waren von 1981 bis 1995 in einer dunkelbraunen Außenhülle verpackt, da sie für den Einsatz in den gemäßigten Wäldern und Ebenen Mitteleuropas bestimmt waren. 1996 wurden die braunen Außenhüllen durch einen hellbraunen Außensack ersetzt, der besser für den Einsatz in den Wüsten des Nahen Ostens geeignet war.
In der jüngeren Vergangenheit wurden die MRE-Menüs unter Verwendung der Recommended Daily Allowance entwickelt, die von der National Academy of Medicine erstellt wurde. Die untersuchten Konsumenten (Soldaten im Training und Kampfeinsatz, die als sehr aktive Männer im Alter zwischen 18 und 30 eingestuft wurden) benötigen in der Regel etwa 4200 kcal pro Tag. In einigen Situationen neigten die Konsumenten jedoch dazu, nur etwa 2400 kcal zu verbrauchen, während beispielsweise ein Tag im Kampfeinsatz in einer negativen Energiebilanz enden kann. Dieses Ungleichgewicht tritt auf, wenn es die Konsumenten versäumen, ihre Rationen komplett aufzubrauchen, obwohl die Zusammenstellung der Nahrungsmittel und die Menge der Mikronährstoffe die volle Tagesration abdeckt. Studien zeigen, dass viele Konsumenten immer noch nicht die heutigen Standards des täglichen Konsums erfüllen und oft Teile ihrer Rationen verschenken oder wegwerfen. Die Forscher untersuchen weiterhin die Essgewohnheiten und Präferenzen der Konsumenten. Die Studie ermutigt, die gesamte MRE-Mahlzeit zu essen und damit die vollen Nährwerte zu erhalten.
Darüber hinaus hat das Militär mit neuen MRE-Ration-Prototypen experimentiert, wie z. B. der First Strike Ration. Dieses spezielle Menü wurde dem Energiebedarf von Spezialeinheiten im Einsatz angepasst. Diese speziellen Menüs sind leichter als die typischen MRE und erfordern keinerlei Zubereitung, die Optimierung der Menüs und deren Nährstoffzusammensetzung sind besonders für kurzfristige, hochstressige Kampfhandlungen ausgelegt.
Jede Mahlzeit enthält etwa 1200 kcal (5020 kJ). Sie sind für maximal 21 Tage verzehrbar (In der Annahme, dass Logistikeinheiten bis dahin frische Lebensmittelrationen liefern können) und haben eine Mindesthaltbarkeit von drei Jahren (abhängig von den Lagerbedingungen).
Die Anforderungen an die Verpackung sind streng. MREs müssen Fallschirmabwürfen aus 380 Metern standhalten können. Die Verpackung muss eine Mindesthaltbarkeit von dreieinhalb Jahren bei 27 °C, neun Monaten bei 38 °C und eine kurze Haltbarkeit von −51 °C bis −60 °C aufweisen. Neue Formen der Verpackung werden in Betracht gezogen, um diese Anforderungen besser zu erfüllen, einschließlich der Verwendung von Zein als Ersatz für die Folie.
Jedes MRE wiegt zwischen 510 und 740 Gramm, je nach Menü. Da MREs Wasser enthalten, wiegen sie mehr als gefriergetrocknete Mahlzeiten mit äquivalentem Nährwert.
Erst 2018 gelang es, die seit Jahrzehnten nachgefragte Pizza in Form eines M.R.E. in die Truppenverpflegung aufzunehmen. Dafür mussten sowohl Feuchtigkeitsgehalt als auch pH-Wert aller Zutaten soweit angepasst werden, bis sie gleich hoch waren. Zur Bindung von überschüssigem Sauerstoff entschied man sich Eisenpulver in einem Beutel an der Innenseite der Verpackung anzubringen. Unter der Nummer 23 begann im Herbst 2018 der Zulauf bei der US-Armee.

### Beachtung von religiösen Speisevorschriften beim MRE

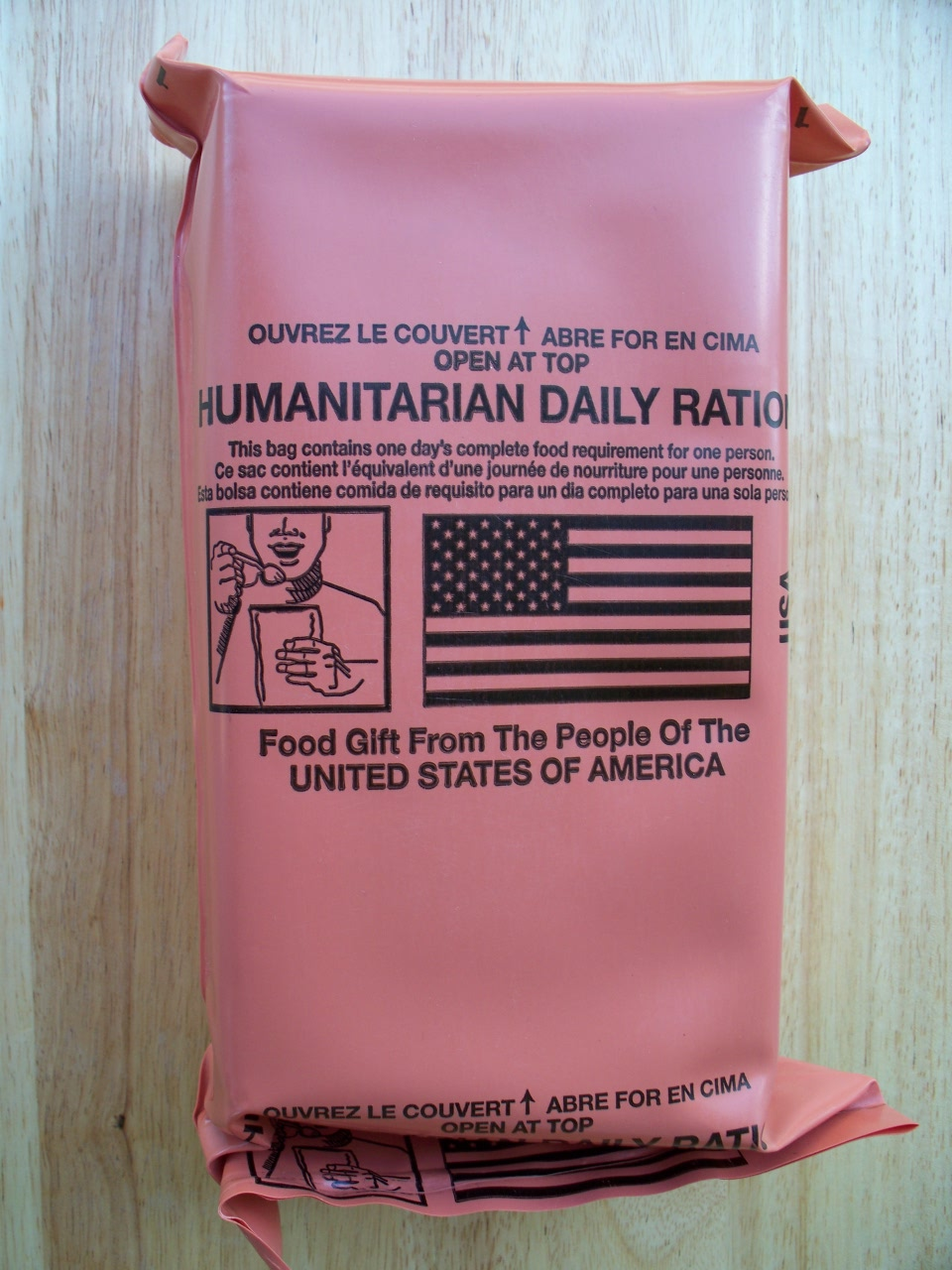
Die Humanitäre Tagesration (HDR), speziell entworfen für Flüchtlinge und hungernde Zivilisten

Für Militärmitglieder mit strengen religiösen oder diätetischen Anforderungen bietet das Militär die MRE-Rationen als Koscher und Halāl an. Diese beiden MRE-Rationen sind auf den gleichen Nährstoffgehalt zugeschnitten, enthalten aber keine unzulässigen Inhaltsstoffe.
Koschere Vorspeisen werden auf Hebräisch und Englisch mit „Koscher“ gekennzeichnet, während Halal-Vorspeisen auf Arabisch und Englisch mit „Halal“ gekennzeichnet sind. Um den Speisevorschriften zu entsprechen, werden die Pakete in zwei separate Schachteln verpackt und nur in Koscher- oder Halal-Verpackungen geliefert (die beiden speziellen Rationstypen werden niemals in einem Versandkarton gemischt).
Die ursprünglichen koscheren Mahlzeiten wurden nur mit Rindfleisch, Huhn und Lachs angeboten. Die heutigen Mahlzeiten werden jetzt in den Variationen mit Rind, Lamm, Hähnchen, vegetarischen und Pastagerichten angeboten. Die Hauptgerichte sind eine Mischung aus traditionellen nahöstlichen und südwestasiatischen Gerichten (wie Lamm und Gemüse („Jalfrezi“) oder Curry Hühnchen mit Basmati-Reis, Linsen und Gemüse) und westliche Gerichte wie Ratatouille mit Gemüse oder Lasagne oder New Orleans Gumbo mit Huhn.
Jedes Menü enthält durchschnittlich 1200 kcal und hat eine Haltbarkeit von drei bis zehn Monaten.
Die Humanitäre Tagesration (HDR) ist eine in sich geschlossene Halal-Mahlzeit, die entworfen wurde, um sie Flüchtlingen und Hungernden zu geben. Der Energiebedarf wurde so zusammengestellt, dass eine einzelne Person für einen ganzen Tag versorgt ist. Die Menüs sollten für möglichst viele religiöse und kulturelle Geschmäcker rund um den Globus kompatibel und schmackhaft sein. Um dieses Ziel zu erreichen, werden keine tierischen Produkte, alkoholische oder alkoholbasierten Produkte und minimale Milchprodukte bei ihrer Herstellung verwendet.
Die Humanitäre Tagesration wird anders als MREs gekennzeichnet und verpackt. Die Rückmeldungen aus der Afghanistan-Kampagne führten dazu, dass die Innenverpackung verstärkt wurde, da die Pakete beim Abwerfen aus Flugzeugen des Öfteren zerbrachen. Die äußere Tasche ist mit einem gut sichtbaren Rot oder Gelb getönt und hat eine amerikanische Flagge und das Bild einer Person, die mit einem Löffel aus der Tasche isst, aufgedruckt. Es werden normalerweise Anweisungen in Englisch oder mehreren lokalen Sprachen gedruckt.

## Kritik an der zivilen Nutzung

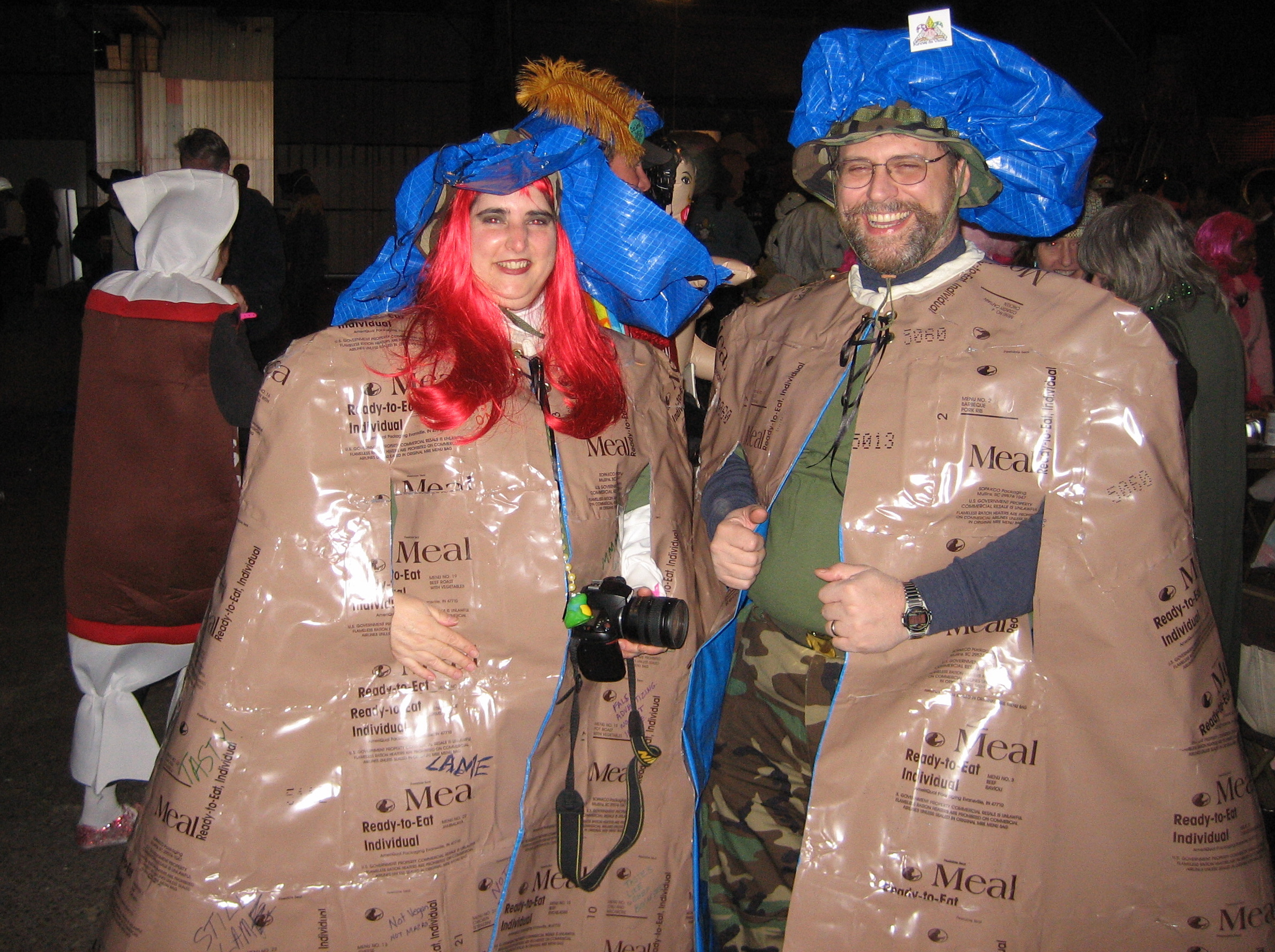
Mardi-Gras-Besucher in einem selbstgebastelten Kostüm aus MRE-Beuteln (New Orleans 2006)

MREs wurden auch während Naturkatastrophen an Zivilisten verteilt. 2004 und 2012 verteilte die Nationalgarde MRE-Rationen als Hilfsleistung an Betroffene der Flutkatastrophe von Hurrikan Katrina und Hurrikan Sandy.
Die Verwendung von MRE-Rationen für den zivilen Gebrauch wurde in Frage gestellt, weil sich der Energiebedarf an kämpfende oder arbeitende Soldaten in Gefechtssituationen richtet. Während die Ernährungsbedingungen der MRE-Rationen für Kampfumgebungen geeignet sind, in denen die Soldaten viel Nahrungsenergie verbrauchen und viel Natrium durch Schweiß verlieren. Die fettreichen Portionen (im Durchschnitt etwa 52 Gramm Fett und 5 Gramm Transfette) sowie der hohe Salzgehalt sind für sitzende oder wenig anstrengende Tätigkeiten nicht geeignet.

## Menüzusammensetzung nach Jahren
Die Zusammensetzung der MRE-Menüs ist nach Produktionsjahr sortiert:
| #  | MRE I–VII (1981–1987)                                            | MRE VIII–XII (1988–1992)                   | MRE XIII–XIV (1993–1994)                   | MRE XV (1995)                              | MRE XVI (1996)                      | MRE XVII (1997)                           |
| -- | ---------------------------------------------------------------- | ------------------------------------------ | ------------------------------------------ | ------------------------------------------ | ----------------------------------- | ----------------------------------------- |
| 1  | Schweinefleisch-Hacksteak                                        | Schweinefleisch mit Reis in Barbecue-Sauce | Schweinefleisch mit Reis in Barbecue-Sauce | Schweinefleisch mit Reis in Barbecue-Sauce | Beefsteak                           | Beefsteak                                 |
| 2  | Schinken- und Hühnerfleisch-Laibchen                             | Corned-Beef-Haschee                        | Corned-Beef-Haschee                        | Chili mit Makkaroni                        | Thunfisch mit Nudeln                | Knochenfreies Schweinekotelett mit Nudeln |
| 3  | Rindfleisch-Hacksteak (genannt „Hockey Puck“)                    | Hühnereintopf                              | Hühnereintopf                              | Hühnereintopf                              | Hühnereintopf                       | Hühnereintopf                             |
| 4  | Rindfleischaufschnitt in Barbecue-sauce                          | Schinken-Omelett mit                       | Schinken-Omelett                           | Gegrilltes Hühnerfleisch                   | Schinkenaufschnitt                  | Schinkenaufschnitt                        |
| 5  | Rindfleischeintopf                                               | Spaghetti mit Fleischsauce                 | Spaghetti mit Fleischsauce                 | Spaghetti mit Fleischsauce                 | Spaghetti mit Fleischsauce          | Hühnerfleisch mit Nudeln                  |
| 6  | Wiener Würstchen mit Bohnen (genannt „Four Fingers of Death“)    | Hühnerfleisch mit Sahnesauce               | Geräucherte Würstchen                      | Geräucherte Würstchen                      | Geräucherte Würstchen               | Geräucherte Würstchen                     |
| 7  | Putenaufschnitt mit Bratensauce (genannt „Wild Turkey Surprise“) | Rindfleischeintopf                         | Rindfleischeintopf                         | Rindfleischeintopf                         | Rindfleischeintopf                  | Schweinefleisch-Chow-mein                 |
| 8  | Rindfleischwürfel mit Bratensauce                                | Schinkenaufschnitt                         | Schinkenaufschnitt                         | Schinkenaufschnitt                         | Hühnerfleisch mit Reis              | Hühnerfleisch mit Reis                    |
| 9  | Hühnerfleisch mit Sahnesauce                                     | Fleischklößchen mit Tomatensauce           | Schweinefleisch-Chow-mein                  | Schweinefleisch-Chow-mein                  | Schweinefleisch-Chow-mein           | Rindfleischaufschnitt                     |
| 10 | Fleischklößchen mit Barbecue-Sauce                               | Thunfisch mit Nudeln                       | Thunfisch mit Nudeln                       | Thunfisch mit Nudeln                       | Chili mit Makkaroni                 | Chili mit Makkaroni                       |
| 11 | Schinkenaufschnitt                                               | Hühnerfleisch mit Reis                     | Hühnerfleisch mit Reis                     | Hühnerfleisch mit Reis                     | Pasta mit Gemüse                    |                                           |
| 12 | Hackfleisch mit gewürzter Sauce                                  | Gratinierte Kartoffeln mit Schinken        | Gratinierte Kartoffeln mit Schinken        | Gratinierte Kartoffeln mit Schinken        | Käse-Tortellini                     | Käse-Tortellini                           |
| 13 | Hühnerfleisch-Laibchen                                           |                                            |                                            |                                            | Schweinefleisch mit Reis            | Schweinefleisch mit Reis                  |
| 14 |                                                                  |                                            |                                            |                                            | Hühnerfleisch mit Parmesan          | Hühnerfleisch mit Parmesan                |
| 15 |                                                                  |                                            |                                            |                                            | Gegrilltes Hühnerfleisch            | Gegrilltes Hühnerfleisch                  |
| 16 |                                                                  |                                            |                                            |                                            | Gratinierte Kartoffeln mit Schinken | Thunfisch mit Nudeln                      |
| 17 |                                                                  |                                            |                                            |                                            |                                     | Rindfleisch-Ravioli                       |
| 18 |                                                                  |                                            |                                            |                                            |                                     | Putenbrust mit Bratensauce und Kartoffeln |
| 19 |                                                                  |                                            |                                            |                                            |                                     | Rindfleisch mit Pilzen                    |
| 20 |                                                                  |                                            |                                            |                                            |                                     | Spaghetti mit Fleischsauce                |

| #  | MRE XVIII (1998)                          | MRE XIX (1999)                            | MRE XX (2000)                             | MRE XXI (2001)                            | MRE XXII (2002)                            | MRE XXIII (2003)                          |
| -- | ----------------------------------------- | ----------------------------------------- | ----------------------------------------- | ----------------------------------------- | ------------------------------------------ | ----------------------------------------- |
| 1  | Beefsteak                                 | Beefsteak                                 | Gegrilltes Beefsteak                      | Gegrilltes Beefsteak                      | Beefsteak mit Pilzen                       | Beefsteak mit Pilzen                      |
| 2  | Knochenfreies Schweinekotelett mit Nudeln | Jamaikanisches Schweinekotelett           | Knochenfreies Schweinekotelett            | Knochenfreies Schweinekotelett            | Jamaikanisches Schweinekotelett mit Nudeln | Schweinerippchen                          |
| 3  | Hühnereintopf                             | Rindfleisch-Teriyaki                      | Rindfleisch-Teriyaki                      | Rindfleisch-Ravioli                       | Rindfleisch-Ravioli                        | Rindfleisch-Ravioli                       |
| 4  | Schinkenaufschnitt                        | Schinkenaufschnitt                        | Country Captain Chicken (genannt „KKK“)   | Country Captain Chicken                   | Country Captain Chicken                    | Country Captain Chicken                   |
| 5  | Hühnerfleisch mit Nudeln                  | Gegrillte Hühnerbrust                     | Gegrillte Hühnerbrust                     | Gegrillte Hühnerbrust                     | Gegrillte Hühnerbrust                      | Hühnerbrust                               |
| 6  | Gegrilltes Hühnerfleisch                  | Hühnerfleisch mit Nudeln                  | Hühnerfleisch mit Nudeln                  | Hühnerfleisch mit Thai-Sauce              | Hühnerfleisch mit Thai-Sauce               | Hühnerfleisch mit Thai-Sauce              |
| 7  | Schweinefleisch-Chow-mein                 | Hühnerfleisch mit Salsa                   | Hühnerfleisch mit Salsa                   | Hühnerfleisch mit Salsa                   | Hühnerfleisch mit Salsa                    | Hühnerfleisch mit Salsa                   |
| 8  | Hühnerfleisch mit Reis                    | Hühnerfleisch mit Reis                    | Hühnerfleisch mit Reis                    | Hühnerfleisch mit Reis                    | Hamburger                                  | Hamburger                                 |
| 9  | Rindfleischeintopf                        | Rindfleischeintopf                        | Rindfleischeintopf                        | Rindfleischeintopf                        | Rindfleischeintopf                         | Rindfleischeintopf                        |
| 10 | Chili mit Makkaroni                       | Chili mit Makkaroni                       | Chili mit Makkaroni                       | Chili mit Makkaroni                       | Chili mit Makkaroni                        | Chili mit Makkaroni                       |
| 11 | Pasta mit Gemüse                          | Pasta mit Gemüse in Tomatensauce          | Pasta mit Gemüse in Tomatensauce          | Pasta mit Gemüse in Tomatensauce          | Pasta mit Gemüse in Tomatensauce           | Pasta mit Gemüse in Tomatensauce          |
| 12 | Käse-Tortellini                           | Reis- und Bohnen-Burrito                  | Reis- und Bohnen-Burrito                  | Reis- und Bohnen-Burrito                  | Reis- und Bohnen-Burrito                   | Gartenbohnen- und Reis-Burrito            |
| 13 | Thailändisches Hühnerfleisch              | Käse-Tortellini                           | Käse-Tortellini                           | Käse-Tortellini                           | Käse-Tortellini                            | Käse-Tortellini                           |
| 14 | Hühnerfleisch mit Cavatelli               | Pasta mit Gemüse in Alfredo-Sauce         | Pasta mit Gemüse in Alfredo-Sauce         | Pasta mit Gemüse in Alfredo-Sauce         | Pasta mit Gemüse in Alfredo-Sauce          | Gemüse-Manicotti                          |
| 15 | Rindfleischwürstchen                      | Rindfleischwürstchen                      | Rindfleischwürstchen                      | Rindfleisch-Enchiladas                    | Rindfleisch-Enchiladas                     | Rindfleisch-Enchiladas                    |
| 16 | Bohnen- und Reis-Burrito                  | Hühnerfleisch mit Thai-Sauce              | Thailändisches Hühnerfleisch              | Hühnerfleisch mit Nudeln                  | Hühnerfleisch mit Nudeln                   | Hühnerfleisch mit Nudeln                  |
| 17 | Rindfleisch-Ravioli                       | Rindfleisch-Ravioli                       | Rindfleisch-Ravioli                       | Rindfleisch-Teriyaki                      | Rindfleisch-Teriyaki                       | Rindfleisch-Teriyaki                      |
| 18 | Putenbrust mit Bratensauce und Kartoffeln | Putenbrust mit Bratensauce und Kartoffeln | Putenbrust mit Bratensauce und Kartoffeln | Putenbrust mit Bratensauce und Kartoffeln | Putenbrust mit Bratensauce und Kartoffeln  | Putenbrust mit Bratensauce und Kartoffeln |
| 19 | Rindfleisch mit Pilzen                    | Rindfleisch mit Pilzen                    | Rindfleisch mit Pilzen                    | Rindfleisch mit Pilzen                    | Rindfleisch mit Pilzen                     | Roastbeef                                 |
| 20 | Spaghetti mit Fleischsauce                | Spaghetti mit Fleischsauce                | Spaghetti mit Fleischsauce                | Spaghetti mit Fleischsauce                | Spaghetti mit Fleischsauce                 | Spaghetti mit Fleischsauce                |
| 21 | Rindfleisch-Teriyaki                      | Hühnereintopf                             | Hühner-Tetrazzini                         | Hühner-Tetrazzini                         | Hühner-Tetrazzini                          | Hühner-Tetrazzini                         |
| 22 | Hühnerfleisch mit Salsa                   | Schweinefleisch-Chow-mein                 | Schweinefleisch-Chow-mein                 | Jambalaya                                 | Jambalaya                                  | Jambalaya                                 |
| 23 | Hackbraten mit Bratensauce                | Hühnerfleisch mit Cavatelli               | Hühnerfleisch mit Cavatelli               | Hühnerfleisch mit Cavatelli               | Hühnerfleisch mit Cavatelli                | Hühnerfleisch mit Cavatelli               |
| 24 | Pasta mit Alfredo-Sauce                   | Hackbraten mit Bratensauce                | Hackbraten mit Bratensauce                | Hackbraten mit Bratensauce                | Hackbraten mit Bratensauce                 | Hackbraten mit Bratensauce                |

| #  | MRE XXIV (2004)                  | MRE XXV (2005)                   | MRE XXVI (2006)                  | MRE XXVII (2007)                            | MRE XXVIII (2008)                           | MRE XXIX (2009)                             |
| -- | -------------------------------- | -------------------------------- | -------------------------------- | ------------------------------------------- | ------------------------------------------- | ------------------------------------------- |
| 1  | Beefsteak                        | Beefsteak                        | Chili mit Bohnen                 | Chili mit Bohnen                            | Chili mit Bohnen                            | Chili mit Bohnen                            |
| 2  | Schweinerippchen                 | Schweinerippchen                 | Schweinerippchen                 | Schweinerippchen                            | Schweinerippchen                            | Schweinerippchen                            |
| 3  | Rindfleisch-Ravioli              | Rindfleisch-Ravioli              | Rindfleisch-Ravioli              | Rindfleisch-Ravioli                         | Rindfleisch-Ravioli                         | Rindfleisch-Ravioli                         |
| 4  | Country Captain Chicken          | Käse- und Gemüse-Omelett         | Käse- und Gemüse-Omelett         | Käse- und Gemüse-Omelett                    | Käse- und Gemüse-Omelett                    | Ahornsirup-Wurst                            |
| 5  | Gegrillte Hühnerbrust            | Hühnerbrust                      | Hühnerbrust                      | Hühnerbrust                                 | Hühnerbrust                                 | Hühnerbrust                                 |
| 6  | Hühnerfleisch mit Thai-Sauce     | Hühner-Fajitas                   | Hühner-Fajitas                   | Hühner-Fajitas                              | Hühnerfleisch mit Nudeln                    | Hühnerfleisch mit Nudeln                    |
| 7  | Hühnerfleisch mit Salsa          | Hühnerfleisch mit Salsa          | Hühnerfleisch mit Salsa          | Hühnerfleisch mit Salsa                     | Hackbraten mit Bratensauce                  | Rinderbrust                                 |
| 8  | Rindfleisch-Hacksteak            | Rindfleisch-Hacksteak            | Rindfleisch-Hacksteak            | Rindfleisch-Hacksteak                       | Rindfleisch-Hacksteak                       | Rindfleisch-Hacksteak                       |
| 9  | Rindfleischeintopf               | Rindfleischeintopf               | Rindfleischeintopf               | Rindfleischeintopf                          | Rindfleischeintopf                          | Rindfleischeintopf                          |
| 10 | Chili mit Makkaroni              | Chili mit Makkaroni              | Thunfisch                        | Thunfisch im Beutel                         | Chili mit Makkaroni                         | Chili mit Makkaroni                         |
| 11 | Pasta mit Gemüse in Tomatensauce | Pasta mit Gemüse in Tomatensauce | Würzige Penne-Pasta              | Gemüse-Manicotti                            | Gemüselasagne                               | Gemüselasagne                               |
| 12 | Veggie-Burger mit Barbecue-Sauce | Veggie-Burger mit Barbecue-Sauce | Veggie-Burger mit Barbecue-Sauce | Veggie-Burger mit Barbecue-Sauce            | Veggie-Burger mit Barbecue-Sauce            | Veggie-Burger mit Barbecue-Sauce            |
| 13 | Käse-Tortellini                  | Käse-Tortellini                  | Käse-Tortellini                  | Käse-Tortellini                             | Käse-Tortellini                             | Käse-Tortellini                             |
| 14 | Manicotti mit Gemüse             | Manicotti mit Gemüse             | Manicotti mit Gemüse             | Würzige Penne-Pasta mit vegetarischer Wurst | Würzige Penne-Pasta mit vegetarischer Wurst | Würzige Penne-Pasta mit vegetarischer Wurst |
| 15 | Rindfleisch-Enchiladas           | Rindfleisch-Enchiladas           | Rindfleisch-Enchiladas           | Rindfleisch-Enchiladas                      | Rindfleisch-Enchiladas                      | Rindfleisch-Enchiladas                      |
| 16 | Hühnerfleisch mit Nudeln         | Hühnerfleisch mit Nudeln         | Hühnerfleisch mit Nudeln         | Hühnerfleisch-Fajita                        | Hühnerfleisch-Fajita                        | Hühnerfleisch-Fajita                        |
| 17 | Rindfleisch-Teriyaki             | Sloppy Joe                       | Sloppy Joe                       | Sloppy Joe                                  | Sloppy Joe                                  | Sloppy Joe                                  |
| 18 | Dirty Rice mit Bohnen und Wurst  | Dirty Rice mit Wurst             | Dirty Rice mit Bohnen und Wurst  | Fleischklößchen mit Marinara-Sauce          | Fleischklößchen mit Marinara-Sauce          | Fleischklößchen mit Marinara-Sauce          |
| 19 | Roastbeef                        | Roastbeef mit Gemüse             | Roastbeef mit Gemüse             | Schmorbraten mit Gemüse                     | Schmorbraten mit Gemüse                     | Schmorbraten mit Gemüse                     |
| 20 | Spaghetti mit Fleischsauce       | Spaghetti mit Fleischsauce       | Spaghetti mit Fleischsauce       | Spaghetti mit Fleischsauce                  | Spaghetti mit Fleischsauce                  | Spaghetti mit Fleischsauce                  |
| 21 | Hühner-Tetrazzini                | Hühner-Tetrazzini                | Hühner-Tetrazzini                | Chili mit Makkaroni                         | Thunfisch im Beutel                         | Thunfisch im Beutel                         |
| 22 | Jambalaya                        | Jambalaya                        | Jambalaya                        | Hühnerfleisch mit Teigtaschen               | Hühnerfleisch mit Teigtaschen               | Hühnerfleisch mit Teigtaschen               |
| 23 | Hühnerfleisch mit Cavatelli      | Hühnerfleisch mit Cavatelli      | Hühnerfleisch mit Cavatelli      | Hühnerfleisch mit Cavatelli                 | Hühner-Pesto mit Pasta                      | Hühner-Pesto mit Pasta                      |
| 24 | Hackbraten mit Bratensauce       | Hackbraten mit Bratensauce       | Hackbraten mit Bratensauce       | Hackbraten mit Bratensauce                  | Hühnerfleisch mit Salsa                     | Chicken Wings                               |

| #  | MRE XXX (2010)                              | MRE XXXI (2011)                    | MRE XXXII (2012)                   | MRE XXXIII (2013)                              | MRE XXXIV (2014)                               | MRE XXXV (2015)                                |
| -- | ------------------------------------------- | ---------------------------------- | ---------------------------------- | ---------------------------------------------- | ---------------------------------------------- | ---------------------------------------------- |
| 1  | Chili mit Bohnen                            | Chili mit Bohnen                   | Chili mit Bohnen                   | Chili mit Bohnen                               | Chili mit Bohnen                               | Chili mit Bohnen                               |
| 2  | Schweinerippchen                            | Hühner-Fajita                      | Hühner-Fajita                      | Hühner-Fajita                                  | Zerrupftes Barbecue-Rindfleisch                | Zerrupftes Barbecue-Rindfleisch                |
| 3  | Rindfleisch-Ravioli                         | Rindfleisch-Ravioli                | Hühnerfleisch mit Nudeln           | Hühnerfleisch mit Nudeln                       | Hühnerfleisch mit Nudeln                       | Hühnerfleisch mit Nudeln                       |
| 4  | Ahornsirup-Wurst                            | Ahornsirup-Wurst                   | Schweinewurst mit Bratensauce      | Schweinewurst mit Bratensauce                  | Spaghetti mit Fleischsauce                     | Spaghetti mit Fleischsauce                     |
| 5  | Mediterranes Hühnerfleisch                  | Mediterranes Hühnerfleisch         | Hühnerfleisch, Tomate und Feta     | Mediterranes Hühnerfleisch                     | Mediterranes Hühnerfleisch                     | Hühnerfleischwürfel                            |
| 6  | Hühnerfleisch mit Nudeln                    | Rindfleisch-Hacksteak              | Schmorbraten mit Gemüse            | Rindfleisch-Taco                               | Rindfleisch-Taco                               | Rindfleisch-Taco                               |
| 7  | Rinderbrust                                 | Rinderbrust                        | Rinderbrust                        | Rinderbrust                                    | Rinderbrust                                    | Rinderbrust                                    |
| 8  | Fleischklößchen mit Marinara-Sauce          | Fleischklößchen mit Marinara-Sauce | Fleischklößchen mit Marinara-Sauce | Fleischklößchen mit Marinara-Sauce             | Fleischklößchen mit Marinara-Sauce             | Fleischklößchen mit Marinara-Sauce             |
| 9  | Rindfleischeintopf                          | Rindfleischeintopf                 | Rindfleischeintopf                 | Rindfleischeintopf                             | Rindfleischeintopf                             | Rindfleischeintopf                             |
| 10 | Chili mit Makkaroni                         | Chili mit Makkaroni                | Chili mit Makkaroni                | Chili mit Makkaroni                            | Chili mit Makkaroni                            | Chili mit Makkaroni                            |
| 11 | Gemüselasagne                               | Gemüselasagne                      | Gemüselasagne                      | Gemüselasagne                                  | Vegetarische Taco Pasta                        | Vegetarische Taco Pasta                        |
| 12 | Veggie-Burger mit Barbecue-Sauce            | Würzige Penne-Pasta                | Würzige Penne-Pasta                | Würzige Penne-Pasta                            | Würzige Penne-Pasta                            | Würzige Penne-Pasta                            |
| 13 | Käse-Tortellini                             | Käse-Tortellini                    | Käse-Tortellini                    | Käse-Tortellini                                | Käse-Tortellini                                | Käse-Tortellini                                |
| 14 | Würzige Penne-Pasta mit vegetarischer Wurst | Ratatouille                        | Ratatouille                        | Ratatouille                                    | Ratatouille                                    | Ratatouille                                    |
| 15 | Rindfleisch mit Gartenbohnen                | Rindfleisch mit Gartenbohnen       | Mexikanischer Hühnereintopf        | Mexikanischer Hühnereintopf                    | Mexikanischer Hühnereintopf                    | Mexikanischer Hühnereintopf                    |
| 16 | Hühner-Fajita                               | Schweinerippchen                   | Schweinerippchen                   | Schweinerippchen                               | Schweinerippchen                               | Schweinerippchen                               |
| 17 | Sloppy Joe                                  | Schweinewurst mit Bratensauce      | Ahornsirup-Wurst                   | Schweinerippchen                               | Schweinerippchen                               | Schweinerippchen                               |
| 18 | Rindfleisch-Bratensauce                     | Hühnerfleisch mit Nudeln           | Rindfleisch-Ravioli                | Rindfleisch-Ravioli                            | Rindfleisch-Ravioli                            | Rindfleisch-Ravioli                            |
| 19 | Schmorbraten mit Gemüse                     | Schmorbraten mit Gemüse            | Sloppy Joe                         | Jalapeno Pepper Jack mit Rindfleisch-Hacksteak | Jalapeno Pepper Jack mit Rindfleisch-Hacksteak | Jalapeno Pepper Jack mit Rindfleisch-Hacksteak |
| 20 | Spaghetti mit Fleischsauce                  | Spaghetti mit Fleischsauce         | Spaghetti mit Fleischsauce         | Spaghetti mit Fleischsauce                     | Schweinewurst mit Bratensauce                  | Rösti mit Speck                                |
| 21 | Thunfisch                                   | Zitronenpfeffer-Thunfisch          | Zitronenpfeffer-Thunfisch          | Zitronenpfeffer-Thunfisch                      | Zitronenpfeffer-Thunfisch                      | Zitronenpfeffer-Thunfisch                      |
| 22 | Hühnerfleisch mit Teigtaschen               | Sloppy Joe                         | Asiatische Rindfleischstreifen     | Asiatische Rindfleischstreifen                 | Asiatische Rindfleischstreifen                 | Asiatische Rindfleischstreifen mit Pfeffer     |
| 23 | Hühnerfleisch-Pesto-Pasta                   | Hühnerfleisch-Pesto-Pasta          | Hühnerfleisch-Pesto-Pasta          | Hühnerfleisch-Pesto-Pasta                      | Hühnerfleisch-Pesto-Pasta                      | Hühnerfleisch-Pesto-Pasta                      |
| 24 | Chicken Wings                               | Chicken Wings                      | Rindfleisch mit Gartenbohnen       | Rindfleisch mit Gartenbohnen                   | Rindfleisch mit Gartenbohnen                   | Rindfleisch mit Gartenbohnen                   |

| #  | MRE XXXVI (2016)                               | MRE XXXVII (2017)                              |
| -- | ---------------------------------------------- | ---------------------------------------------- |
| 1  | Chili mit Bohnen                               | Chili mit Bohnen                               |
| 2  | Zerrupftes Barbecue-Rindfleisch                | Zerrupftes Barbecue-Rindfleisch                |
| 3  | Hühnerfleisch mit Eiernudeln und Gemüse        | Hühnerfleisch mit Eiernudeln und Gemüse        |
| 4  | Spaghetti mit Fleischsauce                     | Spaghetti mit Fleischsauce                     |
| 5  | Chili mit Makkaroni                            | Hühnerfleischstücke                            |
| 6  | Rindfleisch-Taco                               | Rindfleisch-Taco                               |
| 7  | Rinderbrust                                    | Rinderbrust                                    |
| 8  | Fleischklößchen mit Marinara-Sauce             | Fleischklößchen mit Marinara-Sauce             |
| 9  | Rindfleischeintopf                             | Rindfleischeintopf                             |
| 10 | Hühnerfleischstücke                            | Chili mit Makkaroni                            |
| 11 | Vegetarische Taco-Pasta                        | Vegetarische Taco-Pasta                        |
| 12 | Elbow-Makkaroni mit Tomatensauce               | Elbow-Makkaroni mit Tomatensauce               |
| 13 | Käse-Tortellini                                | Käse-Tortellini                                |
| 14 | Spinat-Pilze mit Fettuccine an Rahmsauce       | Spinat-Pilze mit Fettuccine an Rahmsauce       |
| 15 | Ahornsirup-Wurst                               | Mexikanischer Hühnereintopf                    |
| 16 | Schweinerippchen                               | Hühnchen-Burrito                               |
| 17 | Mexikanischer Hühnereintopf                    | Ahornsirup-Wurst                               |
| 18 | Rindfleisch-Ravioli                            | Rindfleisch-Ravioli                            |
| 19 | Jalapeno Pepper Jack mit Rindfleisch-Hacksteak | Jalapeno Pepper Jack mit Rindfleisch-Hacksteak |
| 20 | Rösti mit Speck                                | Rösti mit Speck                                |
| 21 | Zitronenpfeffer-Thunfisch                      | Zitronenpfeffer-Thunfisch                      |
| 22 | Asiatische Rindfleischstreifen mit Gemüse      | Asiatische Rindfleischstreifen mit Gemüse      |
| 23 | Hühnerfleisch-Pesto-Pasta                      | Hühnerfleisch-Pesto-Pasta                      |
| 24 | Rindfleisch mit Gartenbohnen                   | Rindfleisch mit Gartenbohnen                   |

1. 1 2 3 4 5 6 7 8 9 10 11 12 13  Vegetarisches Gericht